# Lom (Tábor)
Lom è un comune della Repubblica Ceca facente parte del distretto di Tábor, in Boemia Meridionale.